# Miguel Ramírez Pérez (futbolista mexicano)
Miguel Ramírez Pérez (California, Estados Unidos, 23 de febrero de 2002) conocido como Isco Ramírez es un futbolista mexicano-estadounidense que se desempeña en la demarcación de mediocampista en el Club Puebla de la Primera División de México.

## Trayectoria

### Inicios y Formación
Surgido de las fuerzas básicas del Club América. Su camino en la institución comenzó desde las categorías inferiores, destacando desde temprana edad por su técnica, visión de juego y personalidad en el mediocampo. Su apodo “Isco” le fue dado por sus compañeros de equipo debido a su estilo de juego similar al del futbolista español Francisco Alarcón.
A lo largo de su formación, pasó por las categorías Sub‑15, Sub‑18 y Sub‑20, hasta consolidarse como uno de los referentes del equipo Sub‑23.
Ramírez debutó con el primer equipo del América durante el Apertura 2024, participando en un clásico joven amistoso contra Cruz Azul, donde ingresó como relevo del mediocampista español Álvaro Fidalgo. Su desempeño le valió reconocimiento dentro del cuerpo técnico y abrió la puerta a nuevas oportunidades.
En el Clausura 2025, fue convocado de manera regular al primer equipo, sumando minutos en partidos oficiales de Liga MX, alternando su participación con la Sub‑23 como parte de una estrategia de rotación entre jóvenes y jugadores consolidados.

## Clubes
| Club         | País   | Año           |
| ------------ | ------ | ------------- |
| Club América | México | 2019-2025     |
| Club Puebla  | México | 2025-presente |

## Palmarés

### Títulos nacionales
| Título                  | Club         | País   | Año  |
| ----------------------- | ------------ | ------ | ---- |
| Supercopa de la Liga MX | Club América | México | 2024 |
| Liga MX                 | Club América | México | 2024 |